# Skeatia croceipes
Skeatia croceipes är en stekelart som först beskrevs av Smith 1858.  Skeatia croceipes ingår i släktet Skeatia och familjen brokparasitsteklar. Inga underarter finns listade i Catalogue of Life.